# ماناهیندا
ماناهیندا (به لاتین: Manahinda) یک منطقهٔ مسکونی در سری‌لانکا است که در استان مرکزی (سری‌لانکا) واقع شده‌است.